# Barbi Benton
Barbi Benton (egentligen Barbara Klein), född 28 januari 1950 är en amerikansk pop- och countrysångerska, skådespelare och modell.

## Karriär
Barbi Benton har vikt ut sig i Playboy tre gånger och varit på omslaget fyra gånger, dock ej som Playmate of the Month. Hon var Hugh Hefners flickvän mellan 1969 och 1976. Som countrysångerska slog hon igenom 1974 med albumet Barbi Doll, och därefter följde ytterligare tre album, samt ett japanskt livealbum, och hon medverkade också på ett antal samlingsalbum. Som sångerska hade hon störst framgångar i Skandinavien och Japan. År 1988 gav hon ut ett annorlunda album som heter Kinetic Voyage, med instrumentalmusik som hon delvis komponerat själv, och som är inspirerad av kinesisk musik. Hon kallar själv musiken för "New Age".
Som skådespelerska blev hon känd i Sverige när hon medverkade i avsnittet Park Avenue Pirates i TV-serien McCloud (1976). I detta avsnitt sjöng hon låten Ain't That Just the Way, som sen blev en av hennes största hits, låten toppade den svenska singellistan i 5 veckor. Den spelades in i två versioner, en singelversion 1976, och en ny version 1978 för albumet Ain't that just the way. Lutricia McNeal hade en hit med samma låt 1996–1997. År 1977 spelade den holländska sångerskan Patricia Paay in låten under namnet Poor Jeremy. Även Anna Book har sjungit in en version på sitt album Andalucia. 2010 spelade också E.M.D in den på sin platta Rewind.
Benton har medverkat i ett stort antal TV-serier och även ett antal långfilmer, bland annat Hospital Massacre, där hon på ett sjukhus jagas av en psykopatisk mördare.
Benton är gift med George Gradow sedan slutet av 1979. Paret har två barn. Maken dömdes 2006 till 15 månader i fängelse för skattebrott. De har ett spektakulärt hus i Aspen, Colorado, dekorerat med koppar och med ett eget diskotek.

## Diskografi
Album
- Barbi Doll (1974)
- Barbi Benton (1975)
- Something New (1976)
- The Best Live In Japan (1976)
- Ain't That Just The Way  (1978)
- Kinetic Voyage (1988)

Singlar
- "Now I Lay Me Down To Sleep With You" / "If You Can't Do It, That's All Right" (1974)
- "Welcome Stranger" (1974)
- "Brass Buckles" / "Put A Little Bit On Me" (1975)
- "Roll You Like A Wheel" / "Let's Sing A Song Together" (med Mickey Gilley) (1975)
- "Ain't That Just The Way (That Life Goes Down)" / "The Reverend Bob" (1976)
- "Something New" / "Ain't That Just The Way" (1976)
- "Morning, Noon And Night-time" / "That Country Boy Of Mine" (1976)
- "Needing You" / "In The Winter" (1976)
- "Staying Power" / "San Diego Serenade" (1976)
- "Take Some And Give Some" / "I Don't Know If I'll Ever Love Again" (1977)

## Filmografi (urval)
- Naughty Cheerleader (1972)
- For The Love Of It (1980)
- Hospital Massacre (1981)
- Deathstalker (1983)

TV-framträdanden (urval)
- McCloud (1976)
- Sugar Time (1977)
- Fantasy Island (1978-1982)
- Kärlek ombord (1978-1981)
- Charlie's Angels (1980)
- Murder, She Wrote (1986)